# Бронепалубные крейсера типа «Эклипс»
Бронепалубные крейсера типа «Эклипс» — серия крейсеров 2-го класса британского королевского флота, построенная в 1890-х гг. XIX века. Являлись развитием типа «Астрея» (англ. Astrea). Стали их усовершенствованной версией. Всего было построено 9 единиц: «Диана» (англ. Diana), «Дидо» (англ. Dido), «Дорис» (англ. Doris), «Эклипс» (англ. Eclipse), «Исис» (англ. Isis), «Джюно» (англ. Juno), «Минерва» (англ. Minerva), «Талбот» (англ. Talbot), «Венус» (англ. Venus). После модернизации назывались типом «Талбот».
Их дальнейшим развитием стали крейсера типа «Хайфлайер» (англ. Highflyer). Кроме того, на базе «Эклипса» был разработан весьма специфический проект «Эррогант».

## Конструкция

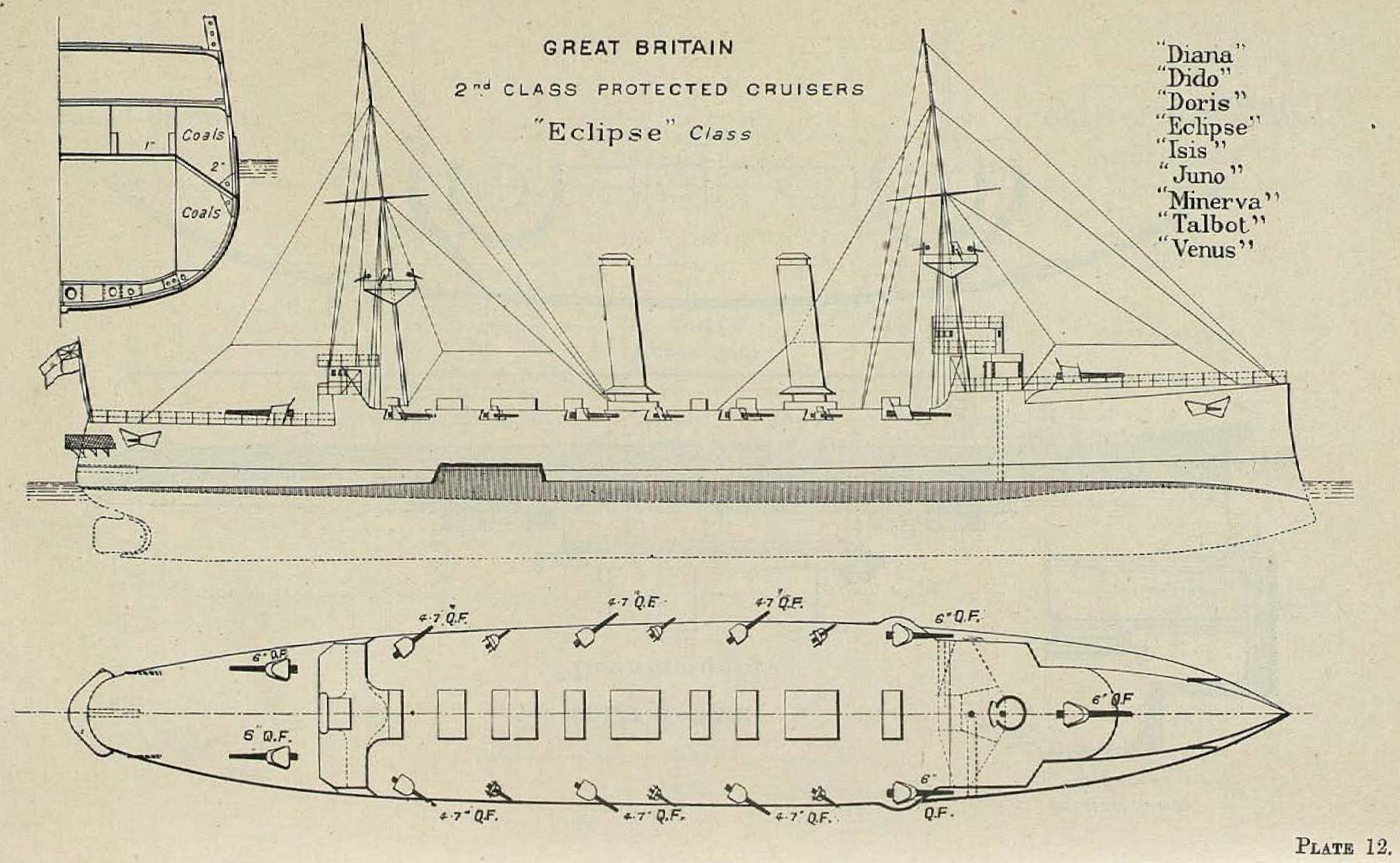
Крейсер типа «Эклипс». Схема.

Для усиления вооружения новые корабли проектировались на 1200 тонн крупнее, чем «Астрея».
Носовую пару 120-мм бортовых орудий заменили на два 152-мм, а вместо одного кормового 152-мм орудия установили два побортно.
Противоминный калибр подрос до 76 мм, что то же повышало огневую мощь корабля. Обе мачты получили боевые марсы с мелкокалиберными пушками.

### Корпус
«Эклипсы» были новым словом в британской корабельной архитектуре: они имели развитый полубак, от которого в корму шёл шельтердек. Мореходность кораблей нареканий не вызывала. Корабли отличались умеренной метацентрической высотой (0,9 м), имели плавную качку и считались хорошими орудийными платформами.

### Силовая установка
Запас угля 1075 тонн.

### Вооружение
Все, кроме «Эклипса», в 1903—1905 годах были перевооружены на одиннадцать 152-мм орудий с демонтажем всех 120-мм и 47-мм пушек.

## Служба
- «Диана» — заложен 13 августа 1894 г., спущен 5 декабря 1895 г., в строю с 15 июня 1897 г.
- «Дидо» — заложен 30 августа 1894 г., спущен 20 марта 1896 г., в строю с 10 мая 1898 г.
- «Дорис» — заложен 29 августа 1894 г., спущен 3 марта 1896 г., в строю с 18 ноября 1897 г.
- «Эклипс» — заложен 11 декабря 1893 г., спущен 19 июля 1894 г., в строю с 23 марта 1897 г.
- «Исис» — заложен 30 января 1895 г., спущен 27 июня 1896 г., в строю с 10 мая 1898 г.
- «Джюно» — заложен 22 июня 1894 г., спущен 16 ноября 1895 г., в строю с 16 июня 1897 г.
- «Минерва» — заложен 4 декабря 1893 г., спущен 23 сентября 1895 г., в строю с 4 февраля 1897 г.
- «Талбот» — заложен 5 марта 1894 г., спущен 25 апреля 1895 г., в строю с 15 сентября 1896 г.
- «Венус» — заложен 28 июня 1894, спущен 5 сентября 1895 г., в строю с 9 ноября 1897 г.[4]